# Dorobanțu (Călărași)
Dorobanțu is een gemeente in het Roemeense district Călărași en ligt in de regio Muntenië in het zuidoosten van Roemenië. De gemeente telt 3480 inwoners (2002).

## Geografie
Dorobanțu ligt in het zuiden van Călărași. De volgende dorp(en) liggen in de gemeente Dorobanțu: Dorobanțu, Vărăști en Boșneagu.
De gemeente heeft een oppervlakte van 102,89 km².

## Demografie
In 2002 had de gemeente 3480 inwoners. Volgens berekeningen van World Gazetteer telt Dorobanțu in 2007 ongeveer 3401 inwoners. De beroepsbevolking is 1361. Er bevinden zich 1607 huizen in de gemeente.

## Politiek
De burgemeester van Dorobanțu is Alexandru Chițu.

## Onderwijs
Er zijn drie kinderdagverblijven en drie scholen in de gemeente.

## Toerisme
Toeristische attracties zijn de archeologische plaatsen, jacht, sportvisserij, agrotoerisme, Lacul Mostiștea (Mostiștea-meer) en de Donau.
Alexandru Odobescu · Belciugatele · Borcea · Căscioarele · Chirnogi · Chiselet · Ciocănești · Curcani · Cuza Vodă · Dichiseni · Dor Mărunt · Dorobanțu · Dragalina · Dragoș Vodă · Frăsinet · Frumușani · Fundeni · Grădiştea · Gurbănești · Ileana · Independenţa · Jegălia · Lehliu · Luica · Lupșanu · Mânăstirea · Mitreni · Modelu · Nana · Nicolae Bălcescu · Perișoru · Plătărești · Radovanu · Roseți · Sărulești · Sohatu · Șoldanu · Spanțov · Ștefan cel Mare · Ștefan Vodă · Tămădău Mare · Ulmeni · Ulmu · Unirea · Vâlcelele · Valea Argovei · Vasilați · Vlad Țepeș